# Stephen J. Anderson
Stephen J. Anderson, né le 5 juin 1970 dans l'État de Géorgie, aux États-Unis, est un réalisateur et scénariste américain, travaillant principalement dans le monde de l'animation. Il travaille pour Walt Disney Animation Studios. Il est connu pour avoir réalisé et co-écrit le scénario de Bienvenue chez les Robinson et de Winnie l'ourson.

## Biographie
Étant passionné de l’animation depuis son plus jeune âge, Stephen fit ses études au California Institute of Arts où il étudie la création d’histoires, le développement de scénario et l’animation des personnages. Peu après, il commence sa carrière en tant qu’animateur pour des films d’animation produits par Hyperion Pictures, dans la section animation auquel il a rejoint : Rover Dangerfield et Bébé’s Kids. Il fit un premier pas dans la mise en scène en réalisant les épisodes d’un dessin animé intitulé « Itsy Bitsy Spider ».
Mais c’est à la fin des années 90 que sa vie prit un nouveau tournant : Walt Disney Animation Studios l’engage pour le département de l’animation.
Pour Stephen, son rêve de travailler dans le studio de son enfance se réalisa enfin !
Il fut chargé de travailler sur l’histoire d’un film d’animation réalisé par Kevin Lima et Chris Buck basé sur un célèbre personnage : Tarzan.
C’est dans ce studio qu’il fit la connaissance de l’animateur superviseur Glen Keane, les réalisateurs-scénaristes Gaëtan et Paul Brizzi, ainsi que de la future co-réalisatrice-scénariste de Lutins d'élite, mission Noël Stevie Wermers-Skeleton et de Don Hall auquel il devient rapidement son meilleur ami et collaborateur.
Peu après, il devient chef de l’histoire, du storyboard et du scénario sur Kuzco, l'empereur mégalo et sur Frère des ours, deux superbes films d’animation 2D saluées par la critique.
En 2005, il fut choisi pour participer à la création d’un film d’animation 3D qui  s’inspire d’un roman jeunesse écrit par William Joyce : Bienvenue chez les Robinson. Il se charge de la réalisation pour ce film qui sera son premier long-métrage, et s’occupe également de la co-écriture du scénario avec les scénaristes Michelle Bochner Spitz, Nathan Greno, Robert L. Baird, Daniel Gerson et Don Hall. Ce dernier assume la tâche de chef de l’histoire, du storyboard et du scénario. 
Si les critiques sont majoritairement positives et enthousiastes, les entrées au box-office ne dépasse largement pas assez le budget du film.
Peu de temps après, un dessin animé sur Winnie l'ourson et ses amis intitulé Mes amis Tigrou et Winnie fut très contesté. Si les audiences sont superbes, le choix de l’animation 3D et les scénarios faisant la concurrence à La Maison de Mickey ont été très critiqués. Stephen proposa à John Lasseter (qui a été, de 2007 à 2018, responsable des Walt Disney Animation Studios avant d’être remplacé par Jennifer Lee) de créer un film d’animation sur les personnages de A.A. Milne. Cependant, pour que petits et grands retrouvent les personnages qu’ils adorent tant, l’idée de Stephen est de retrouver l’essence des premiers moyens-métrages mettant en scène Winnie et ses amis de la Forêt des Rêves Bleus.
La production de ce film commença avec Stephen et Lasseter qui choisissent le scénariste Don Hall pour la co-réalisation et la co-écriture de l’histoire.
Don et Stephen firent appel à Burny Mattinson pour la supervision du storyboard et à l’écriture du scénario, plus à Paul Briggs pour l’écriture du scénario et la création du storyboard. Avec les scénaristes Clio Chang, Kendelle Hoyer, Jeremy Spears, Nicole Mitchell, Brian Kesinger et Don Dougerthy, Hall et Anderson imaginèrent et écrivirent l’histoire du film.

## Filmographie

### Réalisateur
- 2011 : Winnie l'ourson co-réalisateur avec Don Hall
- 2007 : Bienvenue chez les Robinson
- 1994 : The Itsy Bitsy Spider (série télévisée)
- 1996 : Toto Lost in New York (télévision)
- 1997 : Underground Adventure (télévision)
- 1997 : Journey Beneath the Sea (télévision)

### Scénariste
- 2011 : Winnie l'ourson co-écrit avec Don Hall, Paul Briggs, Clio Chang, Kendelle Hoyer, Jeremy Spears, Nicole Mitchell, Don Dougerthy et Brian Kesinger
- 2007 : Bienvenue chez les Robinson co-scénarisé avec Michelle Bochner Spitz, Jon Bernstein, Don Hall, Nathan Greno, Daniel Gerson et Robert L. Baird
- 2003 :  Frère des ours (chef de l’histoire, du storyboard et du scénario)
- 2001 :  Kuzco, l'empereur mégalo (chef de l’histoire, du storyboard et du scénario)
- 1999 :  Tarzan co-écrit avec Burny Mattinson, Stevie Wermers-Skeleton, Don Hall, Gaëtan et Paul Brizzi, Glen Keane, Don Dougerthy et Mark Kennedy

### Animateur
- 1991 : Homère le roi des cabots (Animateur additionnel)
- 1991 : Easter Egg Mornin (animateur)
- 1992 : Bébé's Kids (en) (Animateur des personnages)
- 1996 : The Nome Prince and the Magic Belt (Designer des personnages)